# La notte dei maghi
La notte dei maghi è un film del 1988 diretto da István Szabó, incentrato sulla controversa figura dell'illusionista austriaco Erik Jan Hanussen, coetaneo, nonché intimo amico, di Adolf Hitler, che morí, dopo essere stato sottoposto alle più indicibili torture da parte della Gestapo, poco tempo dopo l'ascesa al potere del dittatore in Germania.
È stato presentato in concorso al 41º Festival di Cannes ed è stato candidato all'Oscar al miglior film straniero.